# Freedom From Religion Foundation
Freedom From Religion Foundation (FFRF) é uma organização sem fins lucrativos dos Estados Unidos, com sede em Madison, Wisconsin, e com membros em todos os 50 estados do país. A maior organização nacional de defesa dos não teístas, a FFRF promove a separação entre Igreja e Estado e educa o público sobre questões relacionadas ao ateísmo, agnosticismo e não teísmo. A FFRF também publica um jornal, o Freethought Today. A organização abre ações judiciais de interesse público e se engaja em debates públicos para promover seu objetivo de eliminar a influência religiosa de todos os aspectos da sociedade. Desde 2006, a fundação produz o programa de rádio Freethought.

## História
O FFRF foi co-fundada por Anne Nicol Gaylor e sua filha, Annie Laurie Gaylor, em 1976, e alcançou nível nacional em 1978. A organização é apoiada por mais de 19 mil membros e opera a partir de um edifício de 1855, na cidade de Madison, no Wisconsin, Estados Unidos, que já serviu como uma casa paroquial da igreja. De acordo com dados de 2011, a FFRF gastou pouco mais de 200 mil dólares em taxas e serviços jurídicos e cerca de 1 milhão de dólares em educação, divulgação, publicação, radiodifusão e eventos. A atribuição de honorários advocatícios é utilizada principalmente em ações de apoio à separação entre Igreja e Estado, que envolvem entidades governamentais. A FFRF também tem um quadro de funcionários composto por treze pessoas, incluindo quatro advogados em tempo integral.
Annie Laurie Gaylor, co-presidente da Freedom From Religion Foundation, é a autora de Women Without Superstition: No Gods - No Masters e de um livro de não ficção sobre escândalos de pedofilia no clero chamado Betrayal of Trust: Clergy Abuse of Children, e é a editora da antologia Woe to the Women. Ela editou o jornal Freethought Today da FFRF até julho de 2008. Seu marido, Dan Barker, autor de Losing Faith in Faith: From Preacher to Atheist, Godless: How an Evangelical Preacher Became One of America’s Leading Atheists, The Good Atheist: Living a Purpose-Filled Life Without God e Just Pretend: A Freethought Book for Children, é um músico, compositor, ex-ministro pentecostal cristão e atual co-presidente da FFRF.